# ランチャイン県
ランチャイン県（ランチャインけん、ベトナム語：Huyện Lang Chánh / 縣良政? ）は、ベトナム社会主義共和国タインホア省の県。面積は585.92km²、人口は50,120人（2018年）である。

## 行政区画
1市鎮9社を管轄する。